# 北谷町立桑江中学校
北谷町立桑江中学校（ちゃたんちょうりつ くわえちゅうがっこう）は、沖縄県中頭郡北谷町美浜一丁目にある公立中学校。

## 沿革
- 1981年（昭和56年）4月1日 - 北谷町立北谷中学校から分離し、開校。
- 2002年（平成14年）1月 - 校地に隣接する米軍基地跡地から、廃油入りドラム缶が大量に発見される。
- 2003年（平成15年）6月 - 在校生徒による、生徒への集団暴行殺人事件が発生。
- 2015年  (平成27年)   12月 - 在日韓国人による、生徒へのストーカー事件が発生[要出典]。

## 通学区域
- 北玉区
- 宇地原区
- 北前区
- 宮城区
- 砂辺区
- 美浜区

詳しくは通学区地図を参照。

## 周辺
- 北谷町運動公園
  - 北谷公園野球場
- 白比川
- 美浜タウンリゾート・アメリカンビレッジ
- キャンプ桑江

校地付近には戦前まで沖縄県営鉄道嘉手納線の桑江駅があったが、沖縄戦で壊滅、そのまま廃止になった。米軍の上陸で大きく地勢が変わり、また当校が開校したのは沖縄戦から36年経ってからのため、往時の面影は全く無い。

## アクセス
- 桑江中学校入口バス停下車すぐ
  - 62系統／63・263系統
- 謝苅入口バス停から浜手へ300m
  - 20・120系統／28・29・228系統／112系統（バス運行会社は各項目を参照）

## 著名な出身者
- 伊志嶺忠（元プロ野球選手・元東北楽天ゴールデンイーグルス）
- 日隈ジュリアス（元プロ野球選手・元東京ヤクルトスワローズ）
- 日隈モンテル（プロ野球選手・埼玉西武ライオンズ）
- 與那原大剛（元プロ野球選手・元読売ジャイアンツ）